# Bow Wow Wow
I Bow Wow Wow sono un gruppo musicale new wave inglese degli anni ottanta, fondato da Malcolm McLaren per promuovere la linea di moda della compagna Vivienne Westwood.
La musica del gruppo si ispira alle sonorità "tribali" della musica africana, in particolare del Burundi.

## Storia
Quando all'inizio del 1980 Malcolm McLaren, già manager dei Sex Pistols, decise di formare un nuovo gruppo musicale, persuase il chitarrista Matthew Ashman, il bassista Leigh Gorman e il batterista David Barbarossa a lasciare gli Adam and the Ants, il gruppo dove questi musicisti suonavano, per formare una nuova band, che McLaren chiamò Bow Wow Wow, dal verso onomatopeico di un cane che abbaia.

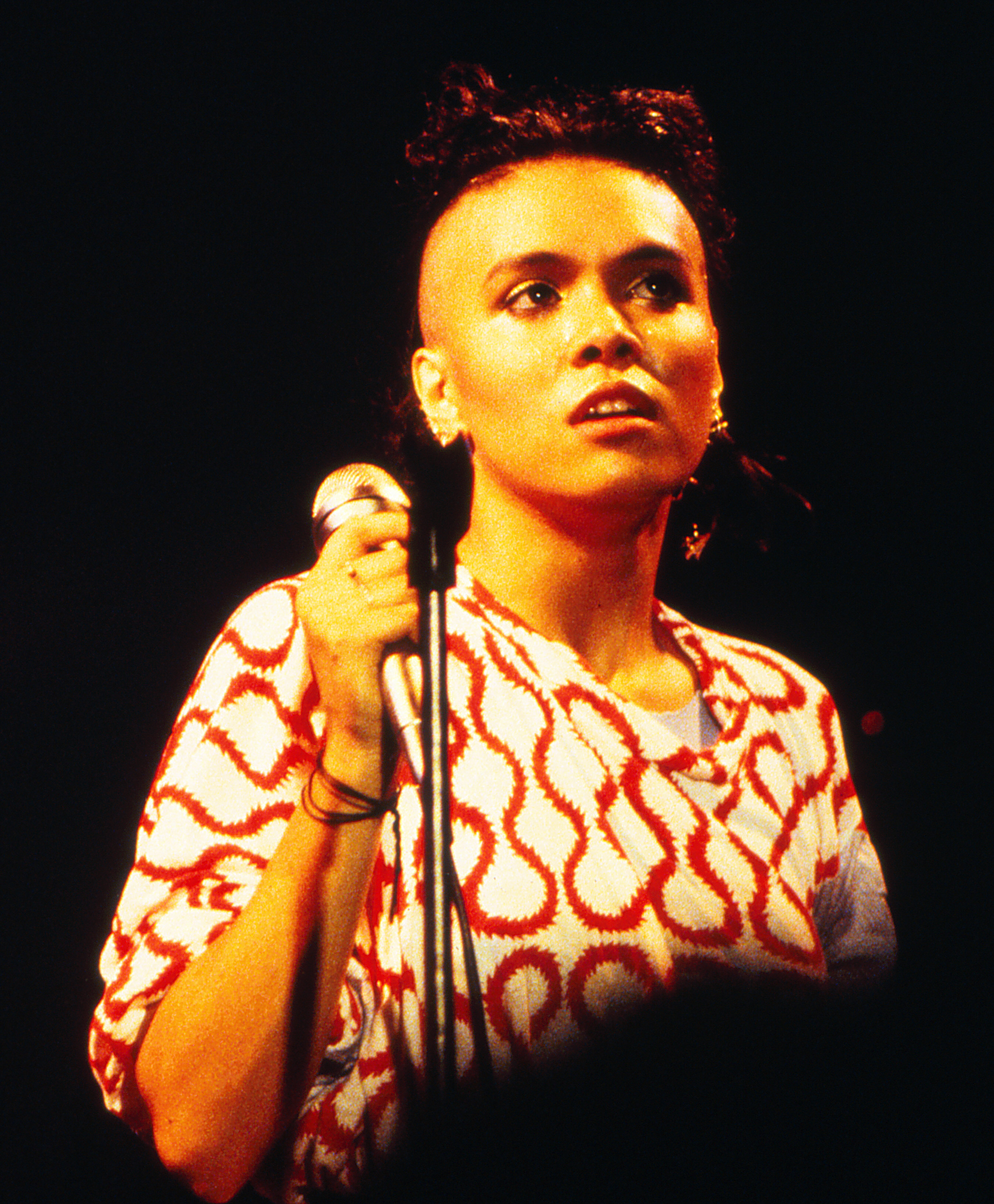
Annabella Lwin nel 1982

Dopo sei mesi di audizioni per cercare il cantante solista, fu scelta per questo ruolo, preferendola a Boy George, poi divenuto  famoso con i Culture Club, la tredicenne di origine birmana Annabella Lwin, scoperta per caso dal musicista David Fishel, che l'aveva udita cantare fra sé e sé una canzone di Stevie Wonder in una lavanderia di Londra dove lavorava part-time.
Il primo album dei Bow Wow Wow, Your Cassette Pet, uscì nel 1980 con marchio EMI solo su musicassetta, preceduto dal primo singolo, C·30 C·60 C·90 Go, uscito anch'esso su cassetta. La casa discografica si rifiutò però di promuoverlo perché invitava implicitamente alla copia illegale di canzoni, in quanto il lato B della cassetta era vuoto.
Nel 1981, dopo aver rescisso il contratto con la EMI in seguito alle controversie legate alla mancata promozione di C·30 C·60 C·90 Go, i Bow Wow Wow firmarono un accordo con la RCA Records, per la quale uscì all'inizio del 1982 la loro prima hit della top 10 inglese, Go Wild in the Country.

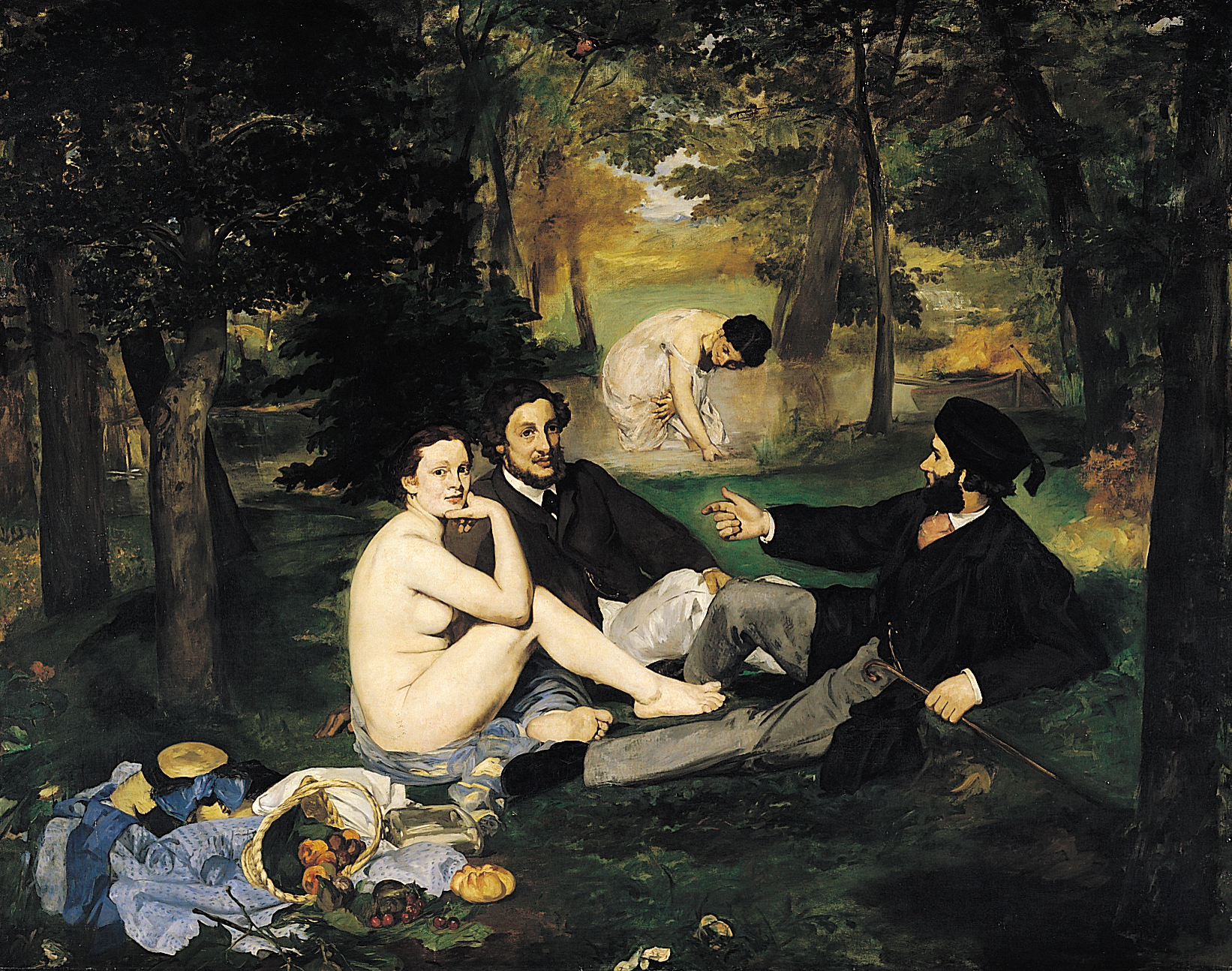
La Colazione sull'erba di Édouard Manet, il quadro al quale la copertina di See Jungle! See Jungle! Go Join Your Gang, Yeah. City All Over! Go Ape Crazy! è ispirata.

Lo stesso anno uscì anche I Want Candy (cover di una canzone del 1965 degli The Strangeloves che fu poi utilizzata nel 2005 nella colonna sonora di Victoria's Secret) e il primo album su vinile dei Bow Wow Wow, See Jungle! See Jungle! Go Join Your Gang, Yeah. City All Over! Go Ape Crazy!, noto soprattutto per la copertina, una rivisitazione fotografica della Colazione sull'erba di Manet con i componenti del gruppo in posa a rappresentare i personaggi del quadro. Tale copertina da una parte suscitò diverse polemiche per il fatto che la cantante vi comparisse nuda, dall'altra fu considerata da alcuni critici come una delle copertine più belle di tutti i tempi.
Nel 1983, dopo l'uscita del terzo ed ultimo album, When the Going Gets Tough, the Tough Get Going, il gruppo si sciolse e Annabella Lwin e Matthew Ashman confluirono nei Chiefs of Relief, mentre David Barbarossa si unì ad altri gruppi tra i quali Beats International, Republica e Chicane. Leigh Gorman intraprese invece una carriera di produttore discografico e di compositore di colonne sonore.
Nel 1995, Ashman morì per complicazioni da diabete.
Dal 1997 al 1998, Annabella Lwin e Leigh Gorman riunirono il gruppo coi nuovi musicisti Dave Calhoun alla chitarra ed Eshan Khadaroo alla batteria, organizzando un tour e registrando un disco dal vivo, Live in Japan e un remix, Wild in the U.S.A., con marchio Cleopatra Records.
Dal 2003 al 2006, il gruppo si riunì di nuovo, questa volta col chitarrista Phil Gough e il batterista Adrian Young dei No Doubt, in seguito sostituito da Devin Beaman.
Nel 2010, nel quindicesimo anniversario della morte di Ashman, il gruppo si riunì ancora una volta, questa volta anche con il batterista originale David Barbarossa, per un concerto in onore di Ashman tenuto al night club Scala a Londra..
Nel biennio successivo, Annabella Lwin e Leigh Gorman fecero diversi concerti sia negli Stati Uniti che in Gran Bretagna alternando diversi musicisti alla chitarra e alla batteria.
Nel gennaio 2013 Annabella Lwin lasciò i Bow Wow Wow e Leigh Gorman, l'unico musicista della formazione originale rimasto, rilanciò il gruppo sulla pagina ufficiale Facebook della band con una nuova cantante solista, della quale non si conosce ancora il nome.

## Formazione originale
- Annabella Lwin - cantante solista (1980-1983, 1997-1998, 2003-2012)
- Leigh Gorman - basso (1980-1983, 1997-1998, 2003-presente)
- Matthew Ashman - chitarra (1980-1983)
- David Barbarossa - batteria (1980-1983, 2010)

### Altri musicisti
- Dave Calhoun - chitarra (1997-1998)
- Phil Gough - chitarra  (2003-2006)
- Jimmy Magoon - chitarra  (2011)
- Matthew Fuller - chitarra  (2012)
- Eshan Khadaroo - batteria (1997-1998)
- Adrian Young - batteria (2003-2005)
- Dylan Thomas - batteria  (2011)
- Shaun Winchester - batteria  (2012)
- Devin Beaman - batteria (2005-2006, 2012)

## Discografia

### Album in studio
- 1980 – Your Cassette Pet (EMI) – Solo musicassetta
- 1981 – See Jungle! See Jungle! Go Join Your Gang, Yeah. City All Over! Go Ape Crazy (RCA) UK#26 US#192
- 1983 – When the Going Gets Tough, the Tough Get Going (RCA) US#82

### Album dal vivo
- 1997 - Live in Japan - (Receiver Records)[10]

### Compilation
- 1982 – 12 Original Recordings (Harvest)
- 1982 – I Want Candy (RCA) UK#26 US#123 AUS #88
- 1996 – The Best of Bow Wow Wow (RCA)[11]
- 1999 – Wild in the U.S.A. (Cleopatra) – Remix album

### EP
- 1982 – The Last of the Mohicans (RCA) US#67
- 1982 – Teenage Queen (RCA)

### Singoli
- Luglio 1980 – "C·30 C·60 C·90 Go" (EMI) UK#34
- Dicembre 1980 – "Your Cassette Pet" (EMI) UK#58
- Marzo 1981 – "W.O.R.K. (N.O. Nah, No No My Daddy Don't)" (EMI) UK#62
- Luglio 1981 – "Prince of Darkness" (RCA) UK#58
- Ottobre 1981 – "Chihuahua" (RCA) UK#51
- Gennaio 1982 – "Go Wild in the Country" (RCA) UK#7
- Aprile 1982 – "See Jungle! (Jungle Boy)" (RCA) UK#45
- Maggio 1982 – "I Want Candy" (RCA) UK#9, AUS#39, NL#23, US#62
- Luglio 1982 – "Louis Quatorze" (RCA) UK#66
- Settembre 1982 – "Fools Rush In" (EMI)
- Febbraio 1983 – "Do You Wanna Hold Me?" (RCA) UK#47, NL#3, US#77 AUS#95
- Luglio 1983 – "The Man Mountain" (RCA) NL#8
- Gennaio 2007 – "I Started Something I Couldn't Finish|I Started Something" (Cleopatra, rilascio iTunes)